# Niederländische Badmintonmeisterschaft 2012
Die Niederländische Badmintonmeisterschaft 2012 fand vom 3. bis zum 5. Februar 2012 in Almere statt.

## Austragungsort
- Topsportcentrum Almere, Almere

## Medaillengewinner
| Disziplin    | Gold                      | Silber                        | Bronze                                   |
| ------------ | ------------------------- | ----------------------------- | ---------------------------------------- |
| Herreneinzel | Eric Pang                 | Dicky Palyama                 | Dennis van Daalen De Jel                 |
| Herreneinzel | Eric Pang                 | Dicky Palyama                 | Nick Fransman                            |
| Dameneinzel  | Judith Meulendijks        | Yao Jie                       | Lisa Malaihollo                          |
| Dameneinzel  | Judith Meulendijks        | Yao Jie                       | Patty Stolzenbach                        |
| Herrendoppel | Jacco Arends Jelle Maas   | Russell Muns Robin Tabeling   | Jim Middelburg Vincent de Vries          |
| Herrendoppel | Jacco Arends Jelle Maas   | Russell Muns Robin Tabeling   | Jorrit de Ruiter Dave Khodabux           |
| Damendoppel  | Selena Piek Iris Tabeling | Samantha Barning Ilse Vaessen | Lisa Malaihollo Yvonne Sie               |
| Damendoppel  | Selena Piek Iris Tabeling | Samantha Barning Ilse Vaessen | Ginny Severien Maartje Verheul           |
| Mixed        | Dave Khodabux Selena Piek | Jacco Arends Ilse Vaessen     | Jelle Maas Iris Tabeling                 |
| Mixed        | Dave Khodabux Selena Piek | Jacco Arends Ilse Vaessen     | Jim Middelburg Soraya de Visch Eijbergen |